# Cultura Liangzhu
Format:Cultura Liangzhu
Cultura Liangzhu(chineză: 良渚文化; pinyin: liángzhǔ wénhuà) este o veche civilizație a neoliticului târziu de pe coasta de sud-est a Chinei de-a lungul fluviului Yangtze și de pe malul lacului Tai.. Societatea acestei culturi a fost foarte stratificată. Știm acest lucru din diversitatea artefactelor de jad, mătase, fildeș sau lemn lăcuit care au fost găsite exclusiv în mormintele oamenilor de vază. În timp ce obiectele ceramice au fost  găsite cu preponderență în mormintele simple ale persoanelor mai sărace. Această împărțire în clase sociale indică faptul că în perioada culturii Liangzhu exista o formă de stat timpuriu. Iar apartenența la păturile sociale ale acestuia era oglindită în ritualurile de funerare. Liangzhu era centrul pan-regional al unei structuri statale iar elitele de aici coordonau și conduceau și centrele de putere din vecinătate. Cultura Liangzhu a jucat un rol deosebit în istoria Chinei, iar sfera ei de influență a atins conform dovezilor pe care le avem la această dată  în partea nordică până la la nord de Shanxi îar în partea sudică până la Guangdong. Se presupune că este prima cultură statală din partea de est a Asiei. 
Shi Xingeng a descoperit în 1936 primele vestigii ale acestei cculturi în districtul Yuhang, din provincia Zhejiang.
Pe 6 iulie 2019 Cultura Liangzhu a fost trecută pe lista patrimoniului mondial UNESCO.

## Galerie

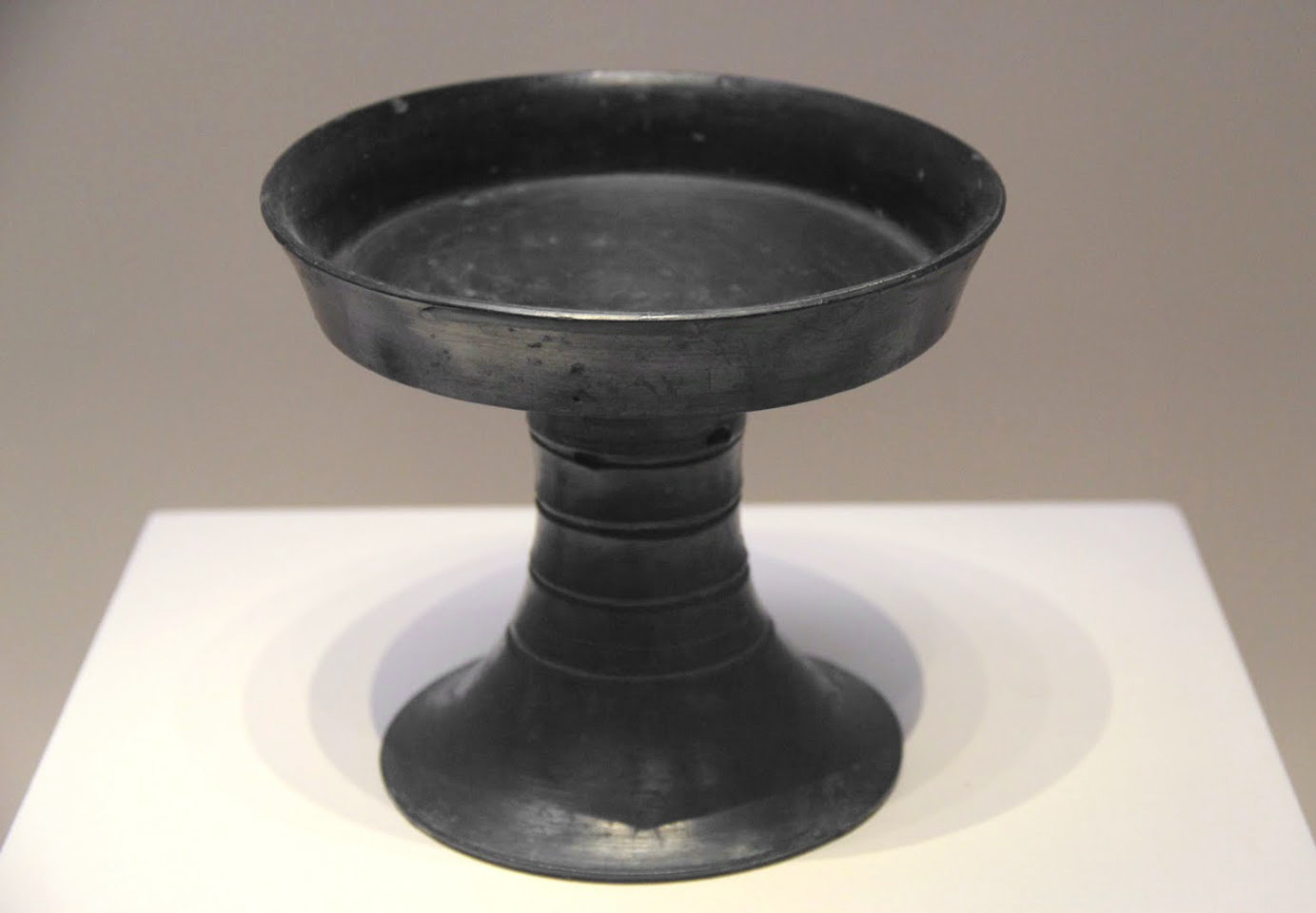
Ceramică Neolitică, Cultura Liangzhu, descoperită în Zhejiang, 1955. Muzeul Național al Republicii Populare Chineze, Beijing

## Cronologie

### Ruinele arheologice de la Liangzhu
Săpăturile arheologiece efectuate sub conducerea  lui Liu Bin, directorul Institutului de Arheologie și Relicte Culturale al provinciei zhejiang, au scos la iveală ruinele arheologice de la Liangzhu. partea centrală a ruinelor orașului are o suprafață de 2,8 kilometri pătrați, suprafață de cinci ori mai mare decât suprafața  Orașului Interzis din Beijing. Suprafața totală a ruinelor, care include și zona rezidențială limitrofă se întinde pe 6,5 kilometri pătrați. Este localitatea cu cea mai mare suprafață din această perioadă istorică și una dintre cele mai mari din lume dacă face referile la aceeași epocă.  Spre comparație orașul Uruk din Mesopotamia din perioada civilizației sumeriene (5800 î.H.-4000 î.H.) are o suprafață de doar 0,81 kilometri pătrați.
În centrul orașului interior se află Mojiaoshan: o terasă artificială de 0,3 kilometri pătrați cu înălțimea între 12 și 16 metri. În perimetrul acestei terase artificiale au fost descoperite fundamentele a 35 de case. Aici se afla un complex de palate în care locuiau stăpânitorii provinciei. 

## Economie
Ruinele arheologice de la Liangzhu (3300 î.H. - 2300 î.H.) arată un stat regional timpuriu cu un sistem de credință unitar care se baza pe cultivarea orezului în perioada neoliticului târziu.

## Artefacte

### Obiecte din Jad
În cultura Liangzhu obiectele de jad au fost produse pe scară largă. O scoică de jad a fost dezgropată din mormântul nr.12 și are o greutate de 3.500 de grame. Este înscrisă cu modele rafinate și fețe de animale pe laturi și este considerată „regele Cong”. Regele din Cong este cea mai mare, cea mai rafinată, cea mai caracteristică și cea mai normativă lucrare din Jade din situl arheologic Liangzhu.:90:11-12。 

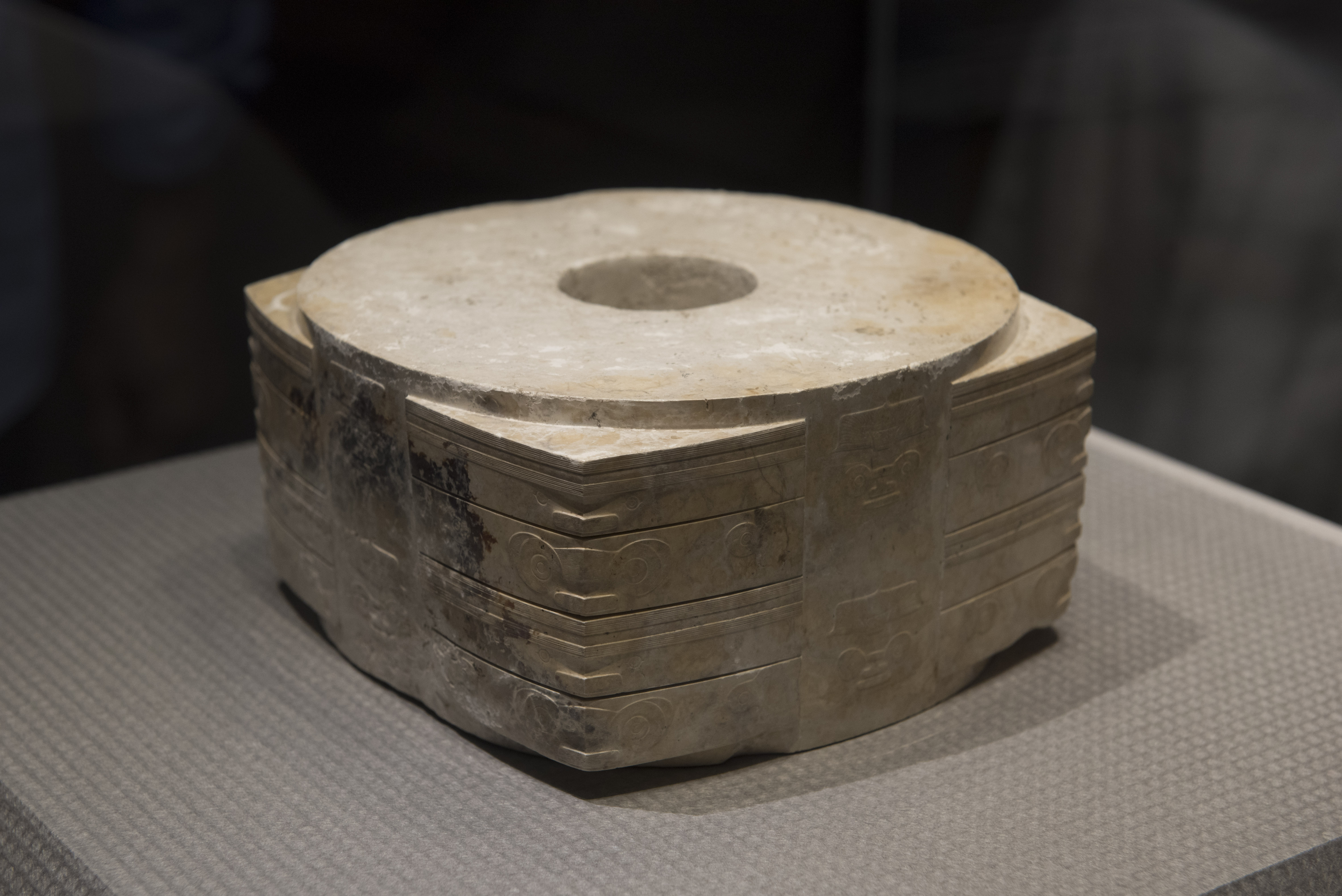
Regele din Cong dezgropat de la Mormântul nr. 12 din Fanshan în situl Liangzhu

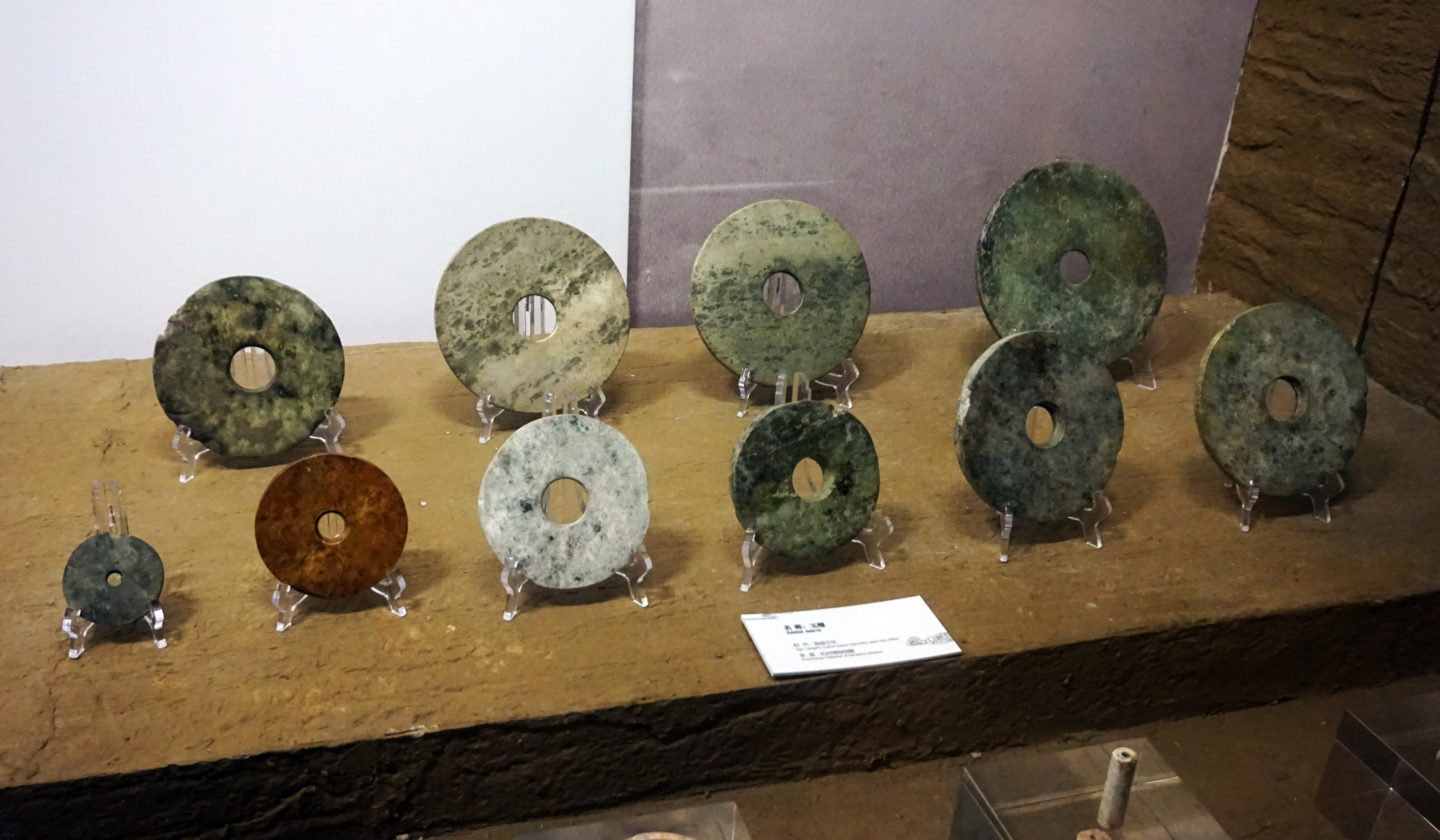
Jade Bi, Cultura Liangzhu

## Scrierea Culturii Liangzhu
Pe ceramica neagră descoperită în perioadă culturii Liangzhu au fost catalogate 600 de simboluri care sunt prototipuri ale scrierii chineze de mai târziu.

## Dispariția Culturii Liangzhu
Cultura Liangzhu s/a profilat istoric acum circa 5000 de ani dar dispare instantaneu în acum aproape 4200 de ani din regiunea lacului Tai. aproape că nu există nici o urmă a acestei culturi în decadele următoare. cercetările recente arată că așezările umanne din acea zonă au fost influențate în mod major de inundațiile din acea zonă.
Anumite informații ne lasă să presupunem că lacul Tai s-a format întrun crater care a apărut acum circa 4500 de ani. Acest fapt ar putea lămuri dispariția bruscă a culturii Liangzhu. Însă o opinie universal acceptată nu s-a impus în lumea academică deoarece lipsesc urmele clare ale unui impact meteoric ca sursă de formare a lacului Tai.